# إميلي تريمين
إميلي تريمين (بالإنجليزية: Emily Tremaine)‏ هي ممثلة أمريكية، ولدت في 5 يونيو 1989 بروشستر في الولايات المتحدة.

## أعمال

### أفلام
- (2013) ذئب وول ستريت[4]

### مسلسلات
- بيرسون أوف إنترست
- ذا غود وايف

## وصلات خارجية
- إميلي تريمين على موقع IMDb (الإنجليزية)
- إميلي تريمين على موقع ألو سيني (الفرنسية)
- إميلي تريمين على موقع أول موفي (الإنجليزية)
- إميلي تريمين على موقع قاعدة بيانات الفيلم (الإنجليزية)
- إميلي تريمين على موقع كينوبويسك (الروسية)